# Haaksbergen
Haaksbergen (bas saxon : Hoksebarge) est une commune néerlandaise située en province d'Overijssel. Lors du recensement de 2019, elle compte 24 270 habitants.

## Géographie
La commune de Haaksbergen est composée, outre du centre éponyme, des villages de Buurse et St. Isidorushoeve, ainsi que des hameaux de Boekelo, Brammelo, Eppenzolder, Holthuizen, Honesch, Langelo et Stepelo.
Elle est bordée au nord par Hengelo, au nord-est par Enschede, au sud-est par la frontière entre l'Allemagne et les Pays-Bas, au sud-ouest par Berkelland (Gueldre) et au nord-ouest par Hof van Twente.

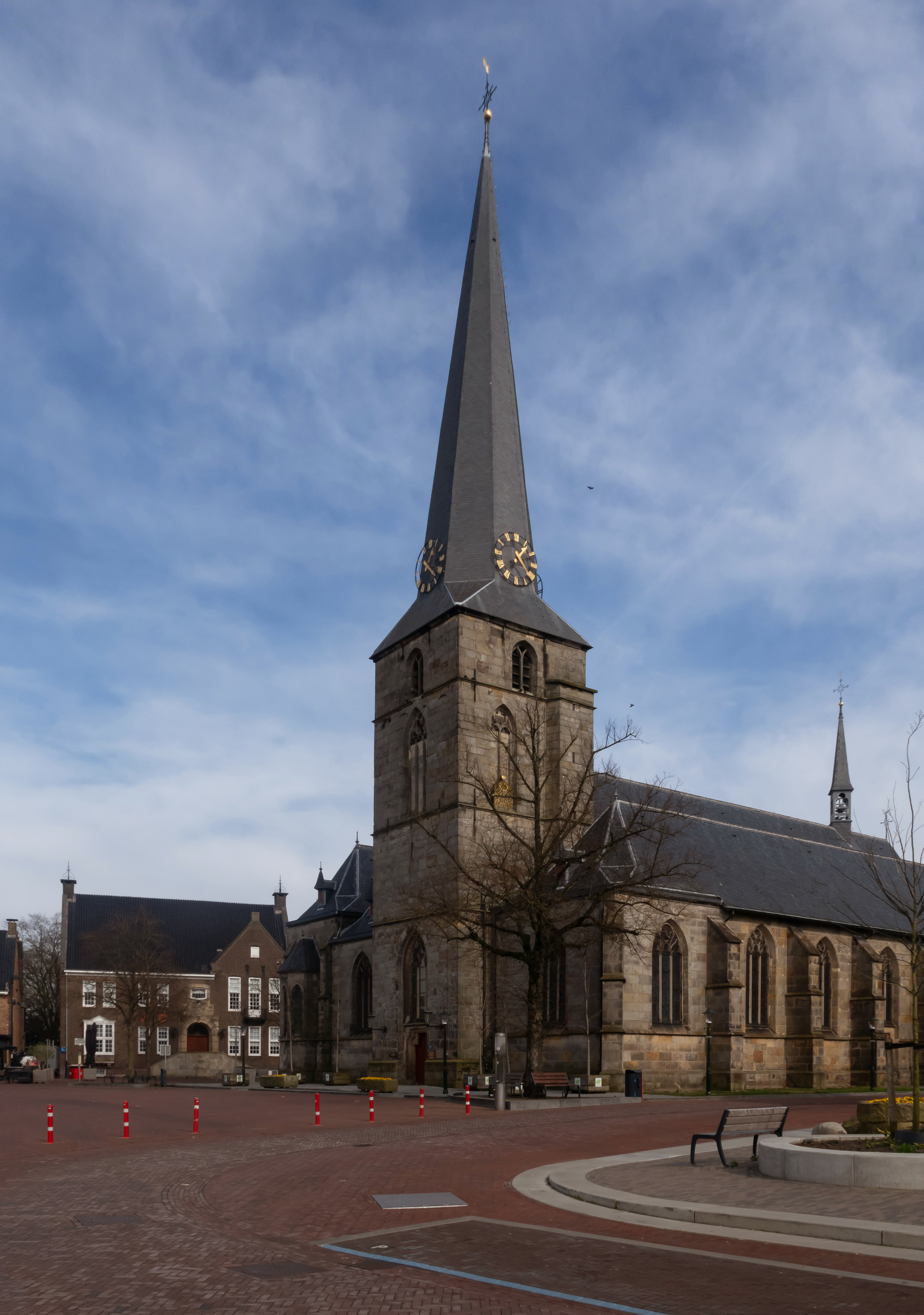
Haaksbergen, l'église: la Sint-Pancratiuskerk

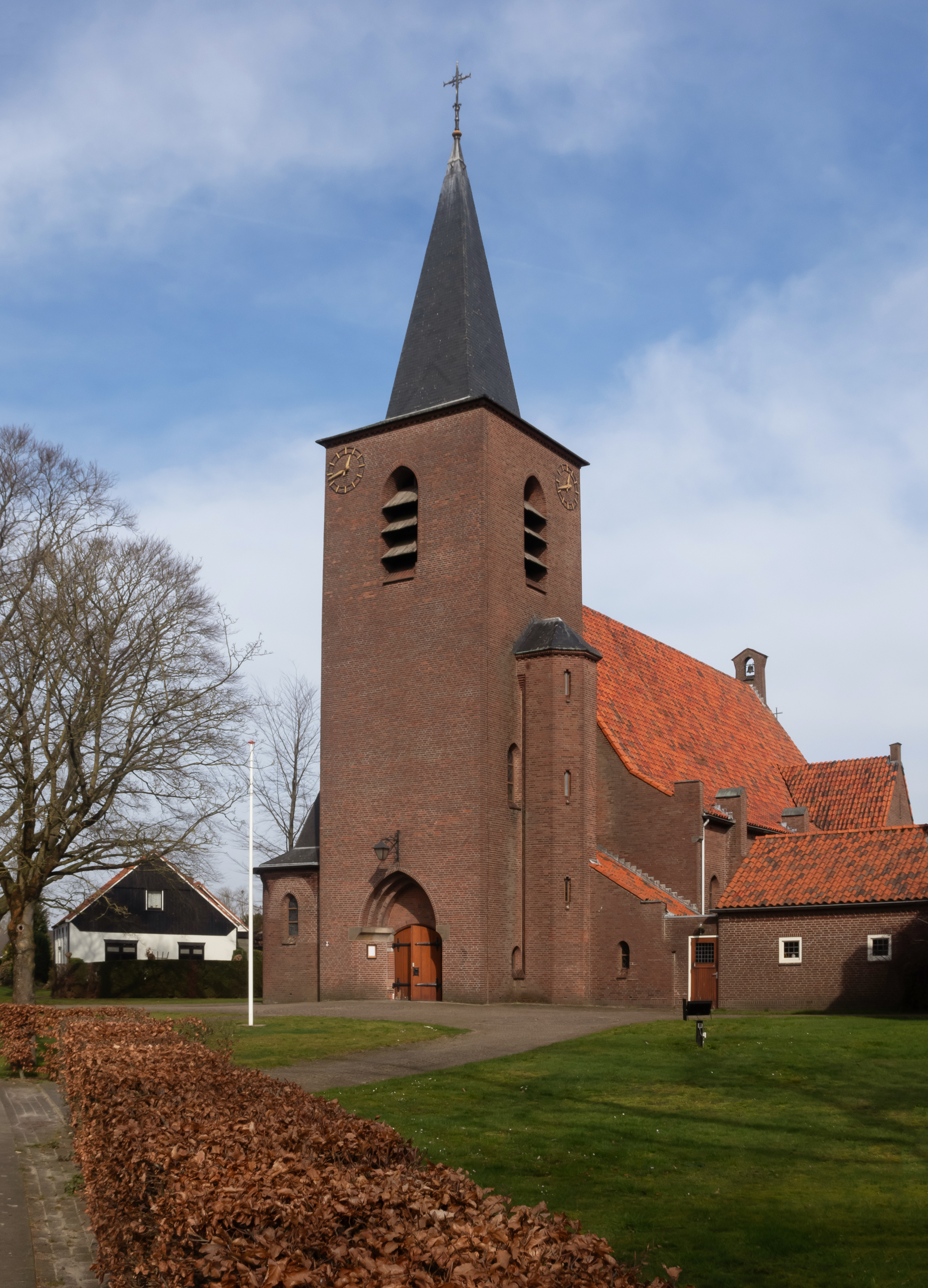
Buurse, l'église catholique

## Personnalité née à Haaksbergen
- Erik ten Hag (né en 1970), footballeur et entraîneur néerlandais
- Annemarie van de Mond (née en 1962), actrice néerlandaise